# کارلوس رویز زافون
کارلوس روئیث ثافون (انگلیسی: Carlos Ruiz Zafón؛ زادهٔ ۲۵ سپتامبر ۱۹۶۴ – درگذشته ۱۹ ژوئن ۲۰۲۰) نویسنده اهل اسپانیا بود.